# Alexandre Prozorovski
Alexandre Alexandrovitch Prozorovski (en russe : Алекса́ндр Алекса́ндрович Прозоро́вский), né en 1732 et décédé en 1809, prince, le 38e feld-maréchal russe et gouverneur de Moscou.

## Famille
Descendant d'une ancienne famille noble riourikide, sa mère est Anne Borissovna née Galitzine.

## Carrière
Il entre à dix ans dans le Régiment Semionovsky et y côtoie Alexandre Souvorov, même s'ils étaient de lointaine parenté, ils ne s’appréciaient pas.

## Guerre de Sept Ans
Alors qu'il était capitaine, il fut blessé lors de la bataille de Gross-Jägersdorf, se distingua à la bataille de Kunersdorf et passa colonel. Il devint général en 1766. Il a participé à la répression de la Confédération de Bar puis, lors de la Guerre russo-turque de 1768-1774 il participe à la prise de Khotin et ensuite contre le Khanat de Crimée ottoman à Perekop, Roussé entre autres. Il y revint en 1778 réprimer un soulèvement anti-russe.

## Retraite
Il a marié sa fille à Michel Volkonsky, gouverneur de Moscou et fut nommé général en chef, puis sénateur mais dû se retirer en 1784. Rappelé en 1790 par Catherine II comme gouverneur de Moscou, il obtint que son poste soit étendu à la direction des provinces de Smolensk et de Biélorussie. Alors que Paul I devint tsar, il devint commandant d'une division sous Roumiantsev pendant la Guerre russo-turque de 1787-1792, puis à la mort de ce dernier le commandement en chef, mais tombe en disgrace en janvier 1797 comme Souvorov.

## La fin
La Guerre russo-turque de 1806-1812 éclatant, il est une fois de plus rappelé et nommé maréchal : il a 74 ans, est malade et ne brille pas lors de la conduite de la campagne. Il meurt en 1809. Son corps repose au Monastère Saint-Alexandre-Nevski